# Wielkie Koryciska
Die eiszeitlich durch Gletscher geformte Wielkie Koryciska ist ein Tal in der polnischen Westtatra in der Woiwodschaft Kleinpolen. Es befindet sich auf dem Gemeindegebiet von Kościelisko im Powiat Tatrzański.

## Geographie
Das Tal ist ein Seitental des Haupttals Dolina Chochołowska. Es befindet sich im Massiv der Koryciańska Czuba.
Durch das Tal fließt der Gebirgsbach Koryciańska Siklawa, der einen ca. 30 Meter hohen Wasserfall im Tal bildet.

## Etymologie
Der Name lässt sich übersetzen als „Großes Koryciska Tal“, er stammt vom Gipfel Koryciańska Czuba.

## Flora und Fauna
Das Tal liegt unterhalb der Baumgrenze und wird von Nadelwald bewachsen. Das Tal ist Rückzugsgebiet für zahlreiche Säugetiere und Vogelarten. Im Tal tritt die in Polen seltene Slowakische Kuhschelle auf.

## Klima
Im Tal herrscht Hochgebirgsklima.

## Tourismus
Das Tal stellt ein streng geschütztes Naturreservat des Tatra-Nationalparks dar und ist für Wanderer nicht zugänglich.